# Riget (série)
Riget (título em inglês: The Kingdom; em português: O Reino) é uma minissérie de terror sobrenatural absurdista dinamarquesa em formato de trilogia criada por Lars von Trier, co-escrita por von Trier com Niels Vørsel e co-dirigida por von Trier com Morten Arnfred. Situado na ala neurocirúrgica do Rigshospitalet de Copenhague (lit.  "O Hospital Nacional"  ou "O Hospital do Reino", apelidado de "Riget", lit.  "O Reino"), cada episódio da série ocorre em um único dia e segue a excêntrica equipe e os pacientes do hospital enquanto encontram fenômenos bizarros e às vezes sobrenaturais. A série é notável por seu humor irônico, seu esquema de cores sépia suave e o aparecimento de um coro de lavadores de pratos com síndrome de Down, que discutem em detalhes íntimos as estranhas ocorrências no hospital. A música do tema principal foi escrita pelo próprio von Trier.
A primeira série de quatro episódios - Riget I - estreou na DR de novembro a dezembro de 1994, e foi seguida por uma segunda série, Riget II, que foi ao ar em novembro de 1997. Uma terceira e última série tardia de cinco episódios dirigida por von Trier e escrita por von Trier com Niels Vørsel, intitulada Exodus, começou a ser filmada em 2021, foi exibida fora da competição no Festival de Cinema de Veneza e no Serial Killer festival em setembro de 2022, e estreou nos países nórdicos na plataforma de streaming Viaplay com os dois primeiros episódios em 9 de outubro. A série estreou em regiões selecionadas entre 27 de novembro e 25 de dezembro na plataforma de streaming MUBI.
Von Trier creditou a série de televisão Twin Peaks de David Lynch de 1990 e a minissérie francesa de 1965 Belphegor como inspirações para a série. O Reino inspirou uma série americana, Kingdom Hospital, desenvolvida pelo romancista Stephen King; a versão americana foi ao ar na ABC entre março e julho de 2004 e foi cancelada após uma única temporada.

## Elenco

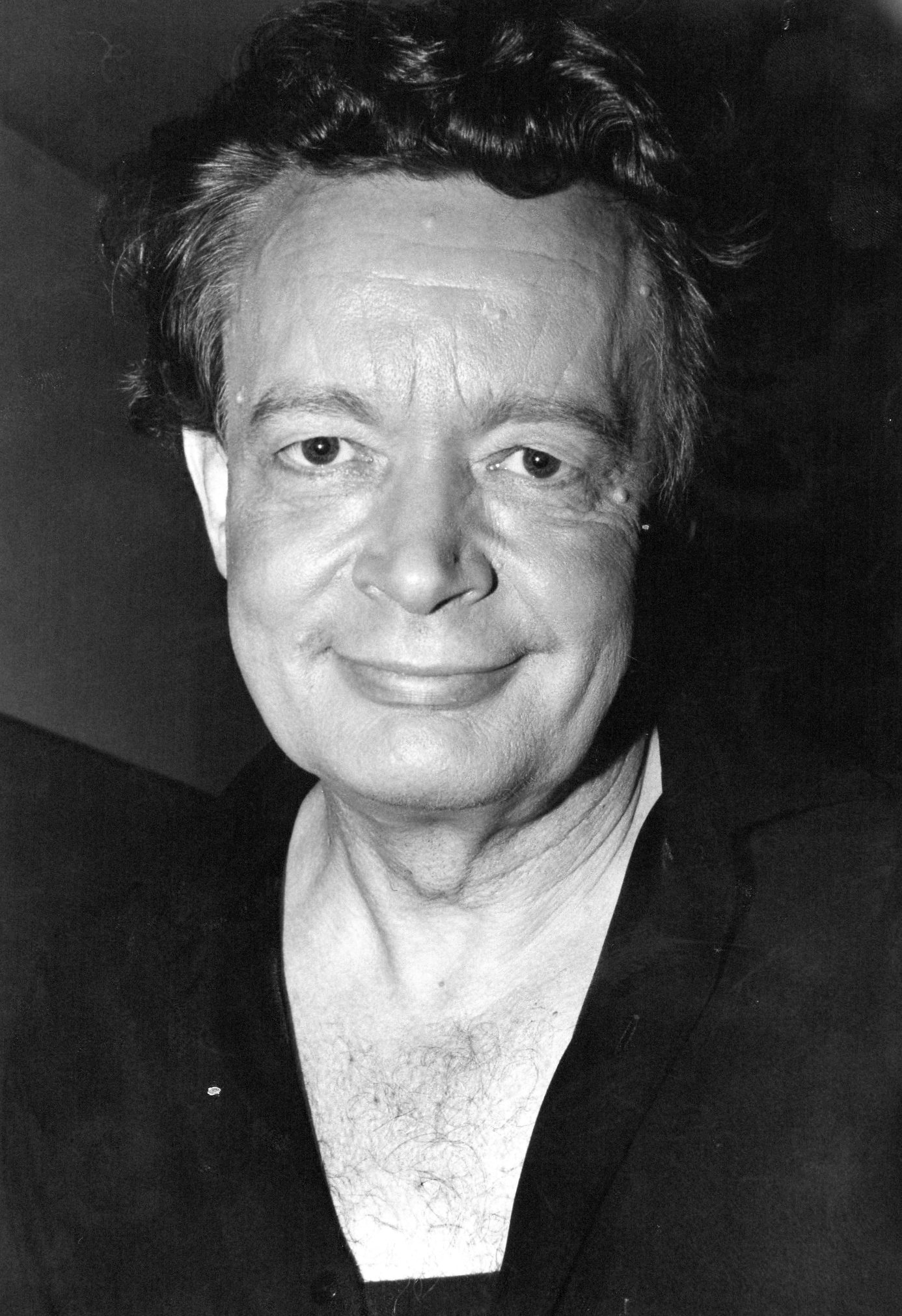
Ernst-Hugo Järegård como Stig Helmer, um médico sueco que odeia dinamarqueses

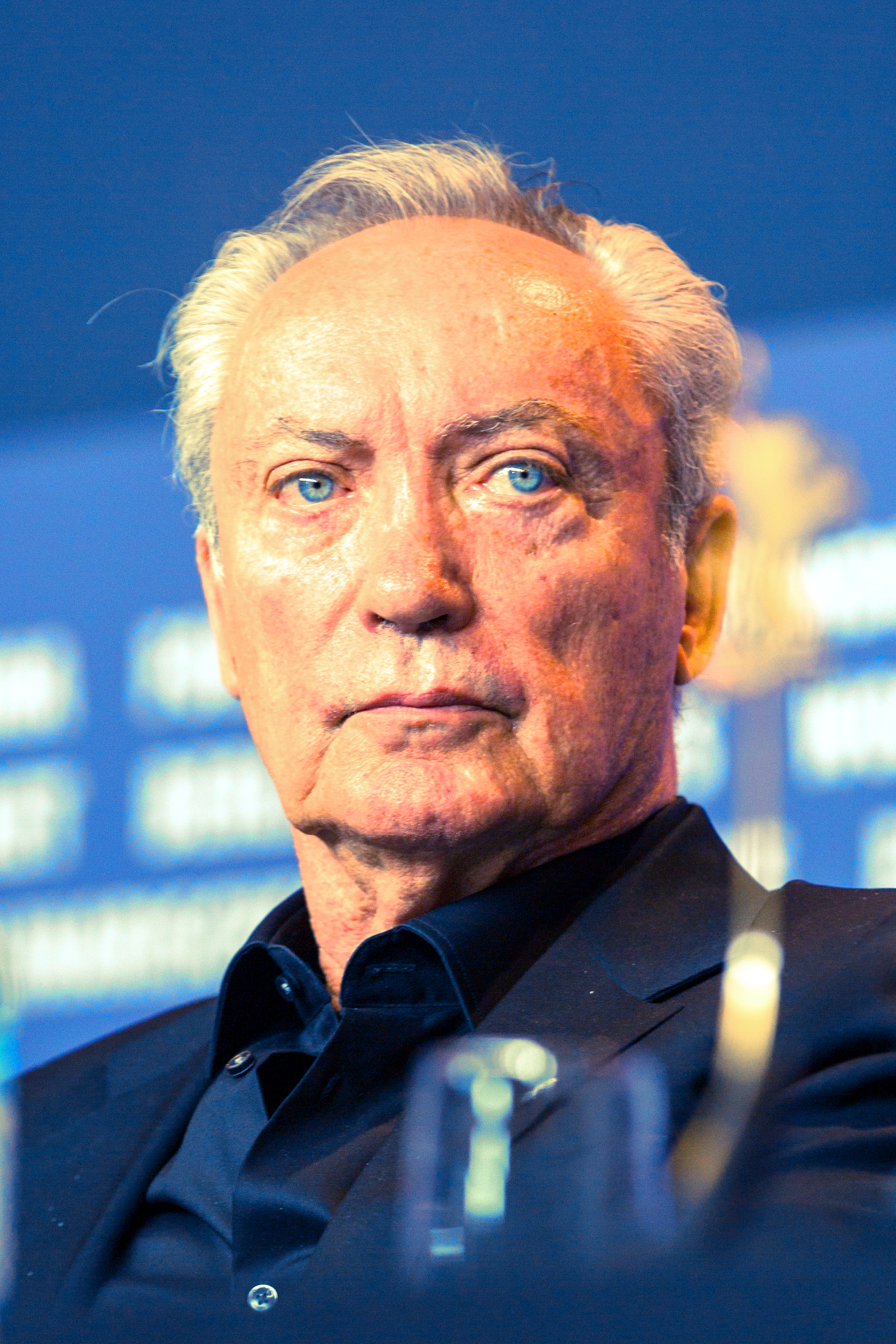
O ator alemão Udo Kier (foto em 2018) aparece em um papel duplo como o antagonista Åge Krüger e sua reencarnação infantil Irmãozinho

| Actor                | Character                                   | Season          | Season          | Season          |
| Actor                | Character                                   | I               | II              | Exodus          |
| -------------------- | ------------------------------------------- | --------------- | --------------- | --------------- |
| Søren Pilmark        | Jørgen 'Hook' Krogshøj                      | Principal       | Principal       | Principal       |
| Ghita Nørby          | Rigmor Mortensen                            | Principal       | Principal       | Principal       |
| Birgitte Raaberg     | Judith Petersen                             | Principal       | Principal       | Principal       |
| Peter Mygind         | Morten 'Mogge' Moesgaard                    | Principal       | Principal       | Principal       |
| Ernst-Hugo Järegård  | Stig Helmer                                 | Principal       | Principal       | Arquivos        |
| Kirsten Rolffes      | Sigrid Drusse                               | Principal       | Principal       | Arquivos        |
| Holger Juul Hansen   | Einar Moesgaard                             | Principal       | Principal       | Arquivos        |
| Jens Okking          | Bulder Harly Drusse                         | Principal       | Principal       | Arquivos        |
| Baard Owe            | Palle Bondo                                 | Principal       | Principal       | Arquivos        |
| Bodil Jørgensen      | Karen Svensson                              | Does not appear | Does not appear | Principal       |
| Nicolas Bro          | Balder 'Bulder'                             | Does not appear | Does not appear | Principal       |
| Nikolaj Lie Kaas     | Filip Naver                                 | Does not appear | Does not appear | Principal       |
| Lars Mikkelsen       | Pontopidan                                  | Does not appear | Does not appear | Principal       |
| Mikael Persbrandt    | Stig Helmer Jr.                             | Does not appear | Does not appear | Principal       |
| Tuva Novotny         | Anna                                        | Does not appear | Does not appear | Principal       |
| Ida Engvoll          | Kalle                                       | Does not appear | Does not appear | Principal       |
| Otto Brandenburg     | Hansen                                      | Principal       | Principal       | Does not appear |
| Annevig Schelde Ebbe | Mary Krüger                                 | Recorrente      | Recorrente      | Arquivos        |
| Udo Kier             | Åge Krüger Irmão mais novo Irmão mais velho | Recorrente      | Recorrente      | Recorrente      |
| Vita Jensen          | Lavadora de louças                          | Principal       | Principal       | Does not appear |
| Morten Rotne Leffers | Lavador de louças                           | Principal       | Principal       | Does not appear |
| Jasmine Junker       | Lavadora de louças                          | Does not appear | Does not appear | Principal       |
| Jesper Sørensen      | Lavador de louças                           | Does not appear | Does not appear | Principal       |
| Solbjørg Højfeldt    | Camilla                                     | Recorrente      | Recorrente      | Participação    |
| Birthe Neumann       | Fru Svendsen                                | Does not appear | Recorrente      | Recorrente      |
| Erik Wedersøe        | Ole                                         | Does not appear | Principal       | Does not appear |
| John Hahn-Petersen   | Secretária Nivesen                          | Does not appear | Recorrente      | Does not appear |
| Henning Jensen       | Diretor Bob                                 | Does not appear | Recorrente      | Recorrente      |
| Laura Christensen    | Mona Jensen                                 | Recorrente      | Recorrente      | Recorrente      |
| Vera Gebuhr          | Gerda                                       | Does not appear | Convidado       | Does not appear |
| Ole Boisen           | Christian                                   | Recorrente      | Recorrente      | Does not appear |
| Louise Fribo         | Sanne Jeppesen                              | Recorrente      | Recorrente      | Does not appear |
| Nis Bank-Mikkelsen   | Chaplain                                    | Convidado       | Convidado       | Does not appear |
| Thomas Bo Larsen     | Falkon                                      | Does not appear | Convidado       | Does not appear |
| Henrik Koefoed       | Radiologist                                 | Convidado       | Does not appear | Does not appear |
| Paul Hüttel          | Steenbæk                                    | Convidado       | Convidado       | Arquivos        |
| Helle Virkner        | Emma Mogensen                               | Convidado       | Convidado       | Does not appear |
| Stellan Skarsgård    | O Advogado Sueco                            | Does not appear | Convidado       | Does not appear |
| Alexander Skarsgard  | Filho do Advogado Sueco                     | Does not appear | Does not appear | Convidado       |
| David Dencik         | Bosse                                       | Does not appear | Does not appear | Convidado       |
| Willem Dafoe         | Grand Duc                                   | Does not appear | Does not appear | Convidado       |
| Lars von Trier       | Ele mesmo Satã                              | Não creditado   | Não creditado   | Não creditado   |

## Episódios
| Temporada | Temporada | Episódios | Episódios | Originalmente exibido  | Originalmente exibido  |
| Temporada | Temporada | Episódios | Episódios | Estreia da temporada   | Final da temporada     |
| --------- | --------- | --------- | --------- | ---------------------- | ---------------------- |
|           | 1         | 4         | 4         | 24 de Novembro de 1994 | 15 de Dezembro de 1994 |
|           | 2         | 4         | 4         | 10 de Outubro de 1997  | 31 de Outubro de 1997  |
|           | 3         | 5         | 5         | 9 de Outubro de 2022   | 30 de Outubro de 2022  |

## Lançamento
A primeira série de quatro episódios de Riget foi ao ar pela emissora dinamarquesa Danmarks Radio (DR) de 24 de novembro a 15 de dezembro de 1994.
A segunda série de quatro episódios, Riget II, foi ao ar na DR entre 10 e 31 de outubro de 1997.
A terceira série de cinco episódios, Riget: Exodus, estreou na plataforma de streaming MUBI em 27 de novembro de 2022, com seu quinto e último episódio estreando no Natal.

### Mídia doméstica
A série foi editada em um filme de cinco horas em duas partes, que recebeu exibição teatral e foi lançado em vídeo doméstico nos EUA e no Reino Unido. Está disponível em DVD na Austrália e Nova Zelândia pelo selo Directors Suite da Madman Entertainment, no Reino Unido pela Second Sight e nos Estados Unidos pela Koch-Lorber Films.

### Streaming
As edições HD recém-restauradas das duas primeiras séries estrearam no MUBI em 13 de novembro e 20 de novembro de 2022, respectivamente; a estreia da série restaurada é uma precursora da estreia de Exodus na plataforma no dia 27 de novembro.

### Recepção critica
No Metacritic, todas as três temporadas têm uma pontuação média ponderada de 77 em 100 em 9 avaliações, indicando "avaliações geralmente positivas".

#### IeII
O crítico de cinema Leonard Maltin, que revisou a versão teatral em duas partes, concedeu-lhe três estrelas e meia de quatro estrelas possíveis, chamando a minissérie de "imperdível para quem pensa que já viu de tudo".
Apesar de ser uma minissérie, The Kingdom aparece no livro best-seller 1001 Filmes para ver antes de morrer, onde é chamado de "um épico de terror médico", com seus elementos sobrenaturais descritos como misteriosos e mágicos.

#### Exodus

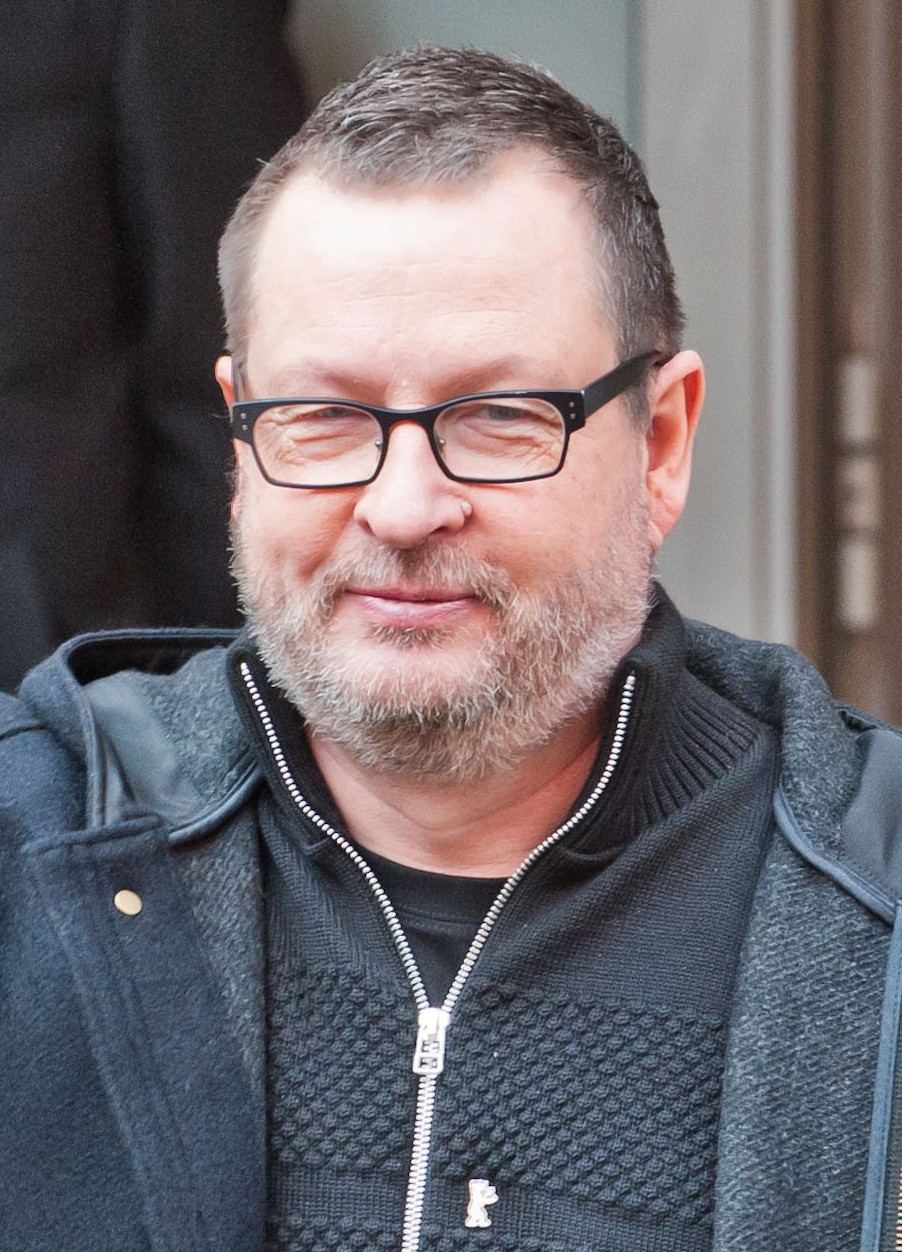
Lars von Trier no Festival de Cinema de Berlim em 2014.

No site de agregação de resenhas Rotten Tomatoes, a terceira temporada tem um índice de aprovação de 84% com base em 19 resenhas, com nota média de 6,60/10. O consenso crítico do site diz: "Um gosto adquirido por recém-chegados e uma estranheza de conforto para os devotos de Lars von Trier, Riget: Exodus é uma iguaria atrevida infundida com horror cósmico que atinge proporções biblicamente insanas."
Exodus foi recebido calorosamente pela crítica após sua estreia em Veneza em setembro de 2022, com a Variety chamando-o de "exagerado" e "divertido", e o Italian Post elogiou a série, dizendo que "diverte e perturba", e comparando-o positivamente com Twin Peaks. The Upcoming deu à série 3/5, elogiando seu "humor negro" e observando que parece um "tributo à carreira de Lars von Trier, uma revisitação de seus primeiros trabalhos... preenchido com as cenas trêmulas que distinguiram o movimento do Dogma 95". Dando 3/5 estrelas, o The Guardian chamou a série de "uma revista de pesadelo, salpicada com rostos familiares em breves papéis secundários" e disse que é "divertido ao ponto e ricamente texturizado ao extremo, com um enredo que é inteiramente impulsionado pelo que aconteceu antes".

### Prêmios
| Prêmio                                               | Categoria                                  | Nomeado                        | Resultado | Ref.                |
| ---------------------------------------------------- | ------------------------------------------ | ------------------------------ | --------- | ------------------- |
| Prêmio Bodil (1995)                                  | Melhor Filme Dinamarquês                   | Riget                          | Venceu    | [ 17 ]              |
| Prêmio Bodil (1995)                                  | Melhor Ator                                | Ernst-Hugo Järegård            | Venceu    | [ 17 ]              |
| Prêmio Bodil (1995)                                  | Melhor Atriz                               | Kirsten Rolffes                | Venceu    | [ 17 ]              |
| Prêmio Bodil (1995)                                  | Melhor Ator Coadjuvante                    | Holger Juul Hansen             | Venceu    | [ 17 ]              |
| 30° Festival Internacional de Cinema de Karlovy Vary | Globo de Cristal                           | Riget                          | Indicado  | [ 18 ]              |
| 30° Festival Internacional de Cinema de Karlovy Vary | Melhor Diretor                             | Lars von Trier                 | Venceu    | [ 18 ]              |
| 30° Festival Internacional de Cinema de Karlovy Vary | Melhor Ator                                | Ernst-Hugo Järegård            | Venceu    | [ 18 ]              |
| 12° Prêmio Robert                                    | Melhor Ator                                | Ernst-Hugo Järegård            | Venceu    | [ 17 ]              |
| 12° Prêmio Robert                                    | Melhor Atriz                               | Kirsten Rolffes                | Venceu    | [ 17 ]              |
| 12° Prêmio Robert                                    | Melhor Roteiro                             | Lars von Trier, Niels Vørsel   | Venceu    | [ 17 ]              |
| 12° Prêmio Robert                                    | Melhor Cinematografia                      | Eric Kress                     | Venceu    | [ 17 ]              |
| 12° Prêmio Robert                                    | Melhor Trilha Sonora                       | Joachim Holbek                 | Venceu    | [ 17 ]              |
| 12° Prêmio Robert                                    | Melhor Design de Som                       | Per Streit                     | Venceu    | [ 17 ]              |
| Festival Internacional de Cinema de Seattle          | Prêmio Golden Space Needle de Melhor Filme | Riget                          | Venceu    | [carece de fontes?] |
| Prêmio Grimme (1996)                                 | Série/Minissérie                           | Lars von Trier                 | Venceu    | [carece de fontes?] |
| Golden Cable Awards (1996)                           | Cabo de Bronze por Inovação                | Lars von Trier                 | Venceu    | [carece de fontes?] |
| Prêmio Bodil (1996)                                  | Melhor Ator                                | Holger Juul Hansen             | Venceu    | [ 19 ]              |
| Prêmio Bodil (1996)                                  | Melhor Atriz Coadjuvante                   | Birgitte Raaberg               | Venceu    | [ 19 ]              |
| Fantasporto (1999)                                   | Melhor Roteiro                             | Lars von Trier, Morten Arnfred | Venceu    | [ 20 ]              |
| Fantasporto (1999)                                   | Melhor Diretor                             | Lars von Trier                 | Venceu    | [ 20 ]              |